# Markus Malin (snowboarder)
 Markus Malin (Lahti, 28 mei 1987) is een Finse snowboarder. Hij nam tweemaal deel aan de Olympische Winterspelen, maar behaalde beide keren geen medaille.

## Carrière
Malin maakte zijn wereldbekerdebuut in februari 2003 tijdens de big air in Turijn. Op 23 november 2006 behaalde hij een eerste podiumplaats in de wereldbeker met een tweede plaats in de halfpipe in Saas-Fee. Op 17 december 2011 boekte hij in Ruka zijn eerste wereldbekerzege.
In Arosa nam Malin deel aan de FIS wereldkampioenschappen snowboarden 2007. Op dit toernooi eindigde hij 22e op de halfpipe. Op de FIS wereldkampioenschappen snowboarden 2009 in Gangwon eindigde Malin als 34e op dezelfde discipline. In La Molina nam de Fin een derde keer deel aan de FIS wereldkampioenschappen snowboarden 2011. Dit keer behaalde hij een bronzen medaille op de halfpipe. Deze prestatie wist hij te herhalen op de FIS wereldkampioenschappen snowboarden 2013 in Stoneham-et-Tewkesbury.
Tijdens de Olympische Winterspelen van 2010 in Vancouver eindigde hij als elfde op de halfpipe.

## Resultaten

### Olympische Winterspelen
| Jaar | Plaats    | Resultaten   |
| ---- | --------- | ------------ |
| 2010 | Vancouver | 11e Halfpipe |
| 2014 | Sotsji    | Q Halfpipe   |

### Wereldkampioenschappen
| FIS  | FIS                    | FIS          |
| Jaar | Plaats                 | Resultaten   |
| ---- | ---------------------- | ------------ |
| 2007 | Arosa                  | 22e Halfpipe |
| 2009 | Gangwon                | 34e Halfpipe |
| 2011 | La Molina              | Halfpipe     |
| 2013 | Stoneham-et-Tewkesbury | Halfpipe     |

| WSF  | WSF    | WSF         |
| Jaar | Plaats | Resultaten  |
| ---- | ------ | ----------- |
| 2012 | Oslo   | 9e Halfpipe |

### Wereldbeker
Eindklasseringen
| Seizoen   | Algm | HP  | BA   |
| --------- | ---- | --- | ---- |
| 2002/2003 | –    | –   | 128e |
| 2003/2004 | –    | 49e | –    |
| 2004/2005 | –    | 40e | –    |
| 2005/2006 | 174e | 57e | –    |
| 2006/2007 | 42e  | 11e | 83e  |
| 2007/2008 | 72e  | 17e | –    |
| 2008/2009 | 61e  | 20e | 57e  |
| 2009/2010 | 71e  | 18e | –    |
| 2010/2011 | 147e | –   | 101e |
| 2011/2012 | 7e   | 5e  | –    |

Wereldbekerzeges
| Datum            | Plaats | Onderdeel |
| ---------------- | ------ | --------- |
| 17 december 2011 | Ruka   | Halfpipe  |